# Vigneulles
Vigneulles – miejscowość i gmina we Francji, w regionie Grand Est, w departamencie Meurthe i Mozela.
Według danych na rok 1990 gminę zamieszkiwało 228 osób, a gęstość zaludnienia wynosiła 41 osób/km² (wśród 2335 gmin Lotaryngii Vigneulles plasuje się na 817. miejscu pod względem liczby ludności, natomiast pod względem powierzchni na miejscu 960.).